# فرد همپتون
فرد همپتون (انگلیسی: Fred Hampton؛ ۳۰ اوت ۱۹۴۸ – ۴ دسامبر ۱۹۶۹) سیاستمدار، و فعال حقوق بشر اهل ایالات متحده آمریکا بود. وی بین سال‌های ۱۹۶۶ تا ۱۹۶۹ میلادی فعالیت می‌کرد. فیلم یهودا و مسیح سیاه براساس زندگی‌نامه وی ساخته شده‌است.
او رهبر حزب پلنگ سیاه در ایلینویز و معاون حزب در سطح کشور و از پایه گذاران سازمان سیاسی-چندفرهنگی ضدفاشیستی « ائتلاف رنگین کمان » با هدف اتحاد گروه های مختلف اجتماعی بود. حزب پلنگ سیاه در زمان او به هم کاری با دیگر احزاب آمریکایی پرداخت و دستاورد های زیادی به دست آورد. ازجمله فعالیت های حزب تهیه غذا، خدمات آموزشی-بهداشتی رایگان و مواردی از این قبیل برای افراد کم بضاعت بود.
فرد همپتون در آپارتمانش در شب چهارم دسامبر ۱۹۶۹ در حالی که پیشتر توسط دارو بیهوش شده بود به همراه یکی دیگر از اعضای حزب توسط واحد ویژه پلیس محلی شهرستان کوک با هماهنگی و حمایت پلیس شیکاگو و اف بی آی به قتل رسید. همزمان همسرش که ۸ ماهه حامله بود و عده ای دیگر در همان محل بازداشت شدند. دادگاه ابتدا در سال ۱۹۷۰ قتل را قابل توجیه دانست اما ۱۲ سال بعد در ۱۹۸۲  غرامتی معادل ۱/۸۵ میلیون دلار برای خانواده همپتون تعیین کرد؛ هر یک از سه سازمان شریک در جرم قتل یک سوم  مبلغ را پرداخت کردند.